# Rocky Mountains
De Rocky Mountains, kortweg de Rockies en ook wel het Rotsgebergte genoemd, vormen een groot hooggebergte in het westen van Noord-Amerika. De Rockies beslaan een gebied met een lengte van meer 4800 kilometer vanaf New Mexico door de Verenigde Staten naar het uiterste noorden van Brits-Columbia in Canada. Het gebergte ligt tussen de Great Plains aan de oostkant en heeft een serie bassins en laagtes aan de westkant. Het vormt de Continental Divide, de waterscheiding tussen de rivieren die enerzijds in de Atlantische Oceaan en de Noordelijke IJszee en anderzijds in de Grote Oceaan uitmonden. De hoogste top is die van Mount Elbert in Colorado op 4401 meter boven zeeniveau.
De Rocky Mountains maken deel uit van wat men de Noord-Amerikaanse Cordillera noemt, een bergachtig gebied ten westen van de Great Plains dat zich uitstrekt van Alaska tot in het zuiden van Mexico. De Rockies vormen de meest oostelijke bergketen aangezien de andere zoals de Sierra Nevada, de Cascade Range en de Pacific Coast Ranges allemaal westelijker liggen.
Het gebergte werd 80 tot 55 miljoen jaar geleden gevormd tijdens de Laramide-orogenese. Erosie door water en gletsjers heeft het gebied sindsdien omgevormd tot diepe valleien en steile bergtoppen. Op het einde van de laatste ijstijd vestigden de eerste mensen zich in de Rockies. Grote stukken van de bergketen zijn beschermd als nationale parken en bosgebieden. De Rocky Mountains zijn een populaire vakantiebestemming voor onder andere wandelaars, kampeerders, bergbeklimmers, vissers, jagers en skiërs.

## Geografie
De Rocky Mountains worden over het algemeen gedefinieerd als zich uitstrekkend van de rivier de Liard in Brits-Columbia in het noorden, tot de Rio Grande in New Mexico in het zuiden. Andere bergketens lopen ook nog door tot voorbij deze twee rivieren, waaronder de Selwyn Range in Yukon, het Brooksgebergte in Alaska en de westelijke Sierra Madre in Mexico. Deze bergketens maken echter geen deel uit van de Rockies, hoewel ze wel deel uitmaken van de Amerikaanse Cordillera. De definitie die de Verenigde Staten aanhoudt van de Rockies is echter inclusief Cabinet Mountains en de Salish Mountains van Idaho en Montana, maar exclusief hun tegenhangers ten noorden van de rivier de Kootenai, de Columbia Mountains, die worden beschouwd als een apart systeem in Canada dat ten westen ligt van de enorme Rocky Mountain Trench, die over de gehele lengte van British Columbia loopt van zijn begin in het midden van de vallei van rivier de Flathead in het westen van Montana tot aan de zuidelijke oever van de Liard.
De Rockies variëren in breedte van 110 tot 480 kilometer. De oostelijke rand van de Rockies stijgt enorm uit boven de Interior Plains van het midden van Noord-Amerika. Tot deze oostelijke rand behoren de Front Range van Colorado, de Wind River Range en Big Horn Mountains van Wyoming, de Absaroka Range en Beartooth Range en het Rocky Mountain Front van Montana, Dunnick's Peak (Colorado) en de Clark Range van Alberta.
De westelijke rand van de Amerikaanse Rockies bevat Ranges zoals de Wasatch Range in de buurt van Salt Lake City en de Bitterroot Range langs de grens tussen Idaho en Montana. Het Grote Bekken en het Columbia River Plateau scheiden deze subranges van verschillende ranges verder naar het westen, waarvan de meest prominente de Sierra Nevada, de Cascade Range en de Coast Mountains zijn. De Rocky Mountains bevatten de hoogste toppen in het midden van Noord-Amerika. De hoogste top is Mount Elbert in Colorado met een hoogte van 4401 m boven zeeniveau. Mount Robson in British Columbia met een hoogte van 3954 m is de hoogste top in de Canadese Rockies.
Ongeveer de helft van de lengte van de Rockies bevindt zich in de Verenigde Staten. De noordelijke helft ligt in Canada (Canadian Rockies). Het Amerikaanse deel van de Rockies is veel minder dan de Canadese helft een aaneengesloten gebergte. Met name de Southern Rocky Mountains vormen min of meer een losliggend geheel. De Southern Rocky Mountains worden van de Amerikaanse "Central Rocky Mountains" gescheiden door de open vlaktes van centraal Wyoming.

### Onderverdelingen van de Canadese Rockies

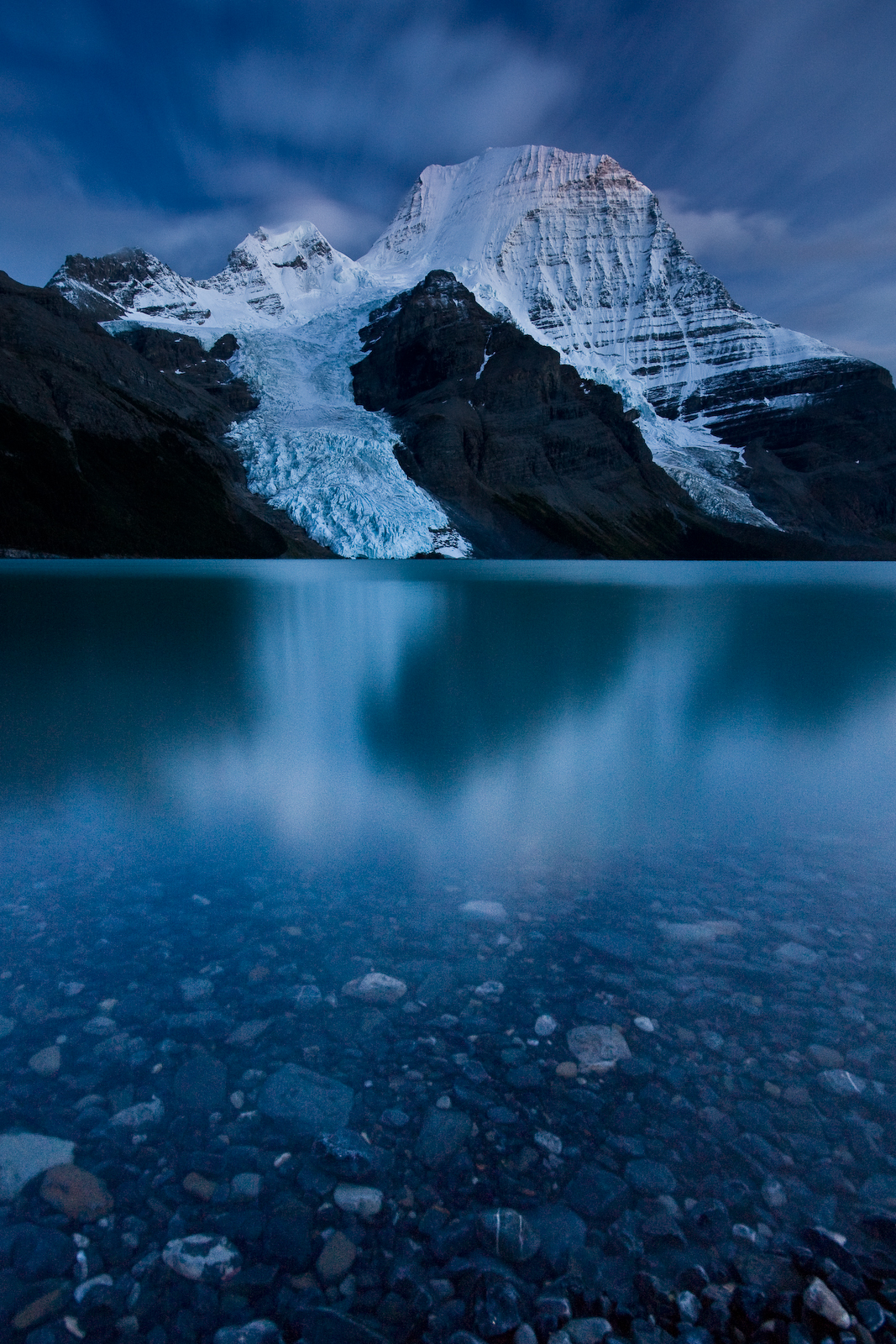
Mount Robson in British Columbia, Canada.

De Rockies lopen niet door Yukon, Alaska of het midden van British Columbia. In het midden van Brits-Columbia liggen de Columbia Mountains, die deel uitmaken van het Rocky Mountain System (maar niet de Rocky Mountains). De zuidwaartse uitloper van die Columbia Mountains (de Cabinet Mountains, en zuidelijker de Bitterroot Range) wordt daarentegen wel beschouwd als een deel van de Rockies in de Verenigde Staten.
De Canadese geografen definiëren drie hoofdgroepen van "ranges": de Continental Ranges, de Hart Ranges en de Muskwa Ranges (de laatste twee flankeren de rivier de Peace, de enige rivier die dwars door de Rockies loopt). De Continental Ranges zijn zo genoemd omdat de Continental Divide door deze bergketens loopt. Ten westen van de waterscheiding stroomt het water in de Canadese Rockies naar de Grote Oceaan; ten oosten ervan stroomt het water naar onder meer de Hudsonbaai en de Beaufortzee. De Muskwa en Hart Ranges daarentegen liggen volledig in het stroomgebied van de Mackenzie, die uitkomt in de Beaufortzee.
In het zuiden sluiten de Southern Continental Ranges aan bij de Noordelijke Amerikaanse Rockies. Zo ligt de Lewis Range deels in het Canadese Waterton Lakes National Park en deels in het Amerikaanse Glacier National Park.

### Onderverdeling van de Amerikaanse Rockies
De bergketens van de Amerikaanse Rockies voeren door de staten Montana, Wyoming en Colorado en kunnen als volgt gegroepeerd worden:
- Central and Northern Rocky Mountains
  - Northern American Rockies
  - Central Montana Rockies
  - Greater Yellowstone Rockies
  - Bitterroot Range
- Western Rocky Mountains
- Southern Rocky Mountains

Behalve de Southern Rocky Mountains (of Colorado Rockies) zijn deze indelingen eerder arbitrair. Er zijn weinig scherpe onderlinge grenzen tussen de Noordelijke, Centrale en Westelijke Rockies.

#### Central en Northern Rocky Mountains
De centrale en noordelijke Amerikaanse Rocky Mountains vormen de grootste en meest noordelijke groep van bergketens van het Amerikaanse deel van de Rockies.
Het zuidoostelijke deel hiervan wordt gevormd door de bergen in en rondom Yellowstone National Park. Onder meer het bekende Tetongebergte, de Gallatin Range, de Absaroka Range en de Wind River Range worden hiertoe gerekend. De Wind River Range vormt de meest zuidelijke bergketen van de Amerikaanse Centrale Rockies en bevat de 4209 meter hoge Gannett Peak. Ten zuiden van dit gebergte ligt de open hoogvlakte van South Pass. De Snake River Range en de Gros Ventre Range in het zuidwesten vormen de overgang naar de Westelijke Rocky Mountains (aan de overzijde van de Hoback en Snake River). In het noorden eindigen de Rockies van het ruimere Yellowstone-gebied bij de vallei van de Gallatin River (met de stad Bozeman), Bozeman Pass en de Billman Creek. In het westen wordt het gebied rond Yellowstone begrensd door de brede vallei van de Madison River.
Meer centraal in Montana liggen vervolgens nog meer bergketens zoals de Bridger Range (ten noorden van Bozeman) en de Big Belt Mountains (ten oosten van Helena).
De Noordelijke Amerikaanse Rockies, grofweg ten noordoosten van Missoula, sluiten qua fysiografie direct aan bij de Canadese Rockies. Onder meer de Lewis Range en de Swan Range worden zo tot de meest zuidelijke "Southern Continental Ranges" gerekend. Ook in geologisch opzicht zijn deze gelijkaardig aan de Canadese Rockies. Ze ontstonden door de Lewis Overthrust, een overschuiving die 170 Ma geleden begon. Ten westen van de Swan Range loopt ook de Rocky Mountain Trench die zo typerend is voor de Canadese Rocky Mountains. Een andere bergketen die tot de Noordelijke Amerikaanse Rockies wordt gerekend is de Flathead Range, ten noordwesten van Helena.
In het uiterste noordwesten liggen nog de Cabinet Mountains. Dit gebergte ligt ten zuiden van de Kootenai-rivier. Deze rivier snijdt hier door de bergen van oost naar west. De Cabinet Mountains worden door de Amerikanen tot de Rockies gerekend, maar in andere definities maken de Cabinets al deel uit van de groep van de Columbia Mountains, een term die niet gebruikt wordt in de Verenigde Staten. Deze Columbia Mountains maken geen deel uit van de Rockies, maar wel van het ruimere Rocky Mountains System.
Ten zuidwesten van de Central en Northern Rocky Mountains ligt nog een laatste uitgestrekt bergachtig gebied. Deze Bitterroot Range ligt een stuk ten westen van de hoofdkam van de Rockies maar wordt desondanks door de Amerikanen doorgaans tot de Rockies gerekend.

#### Western Rocky Mountains
De Western Rocky Mountains liggen voornamelijk ten oosten en ten noorden van Salt Lake City, in het noordoosten van Utah, het zuidoosten van Idaho en het noordwesten van Wyoming. In het noordoosten sluiten de Western Rockies nauw aan bij de Central Rockies. De grens ligt hier bij de valleien van de Hoback en de Snake. De Wyoming Range en Caribou Range behoren tot de meest noordwestelijke bergketens van de Western Rocky Mountains.
In tegenstelling tot de andere delen van de Rocky Mountains liggen de Westelijke Rocky Mountains volledig ten westen van de Continental Divide. Het grootste deel van de Westelijke Rockies behoort tot het stroomgebied van het Grote Bekken (voornamelijk het Grote Zoutmeer). Grote rivieren als de Bear River en de Weber monden uit in het Grote Zoutmeer. Een tweede grote stroomgebied is dat van de Snake. Het noordelijke deel van de Westelijke Rockies wordt gedraineerd door de Snake en zijrivieren als de Portneuf, Salt en Hoback. Een laatste stroomgebied is dat van de Green River. Het meest oostelijke deel van de Westelijke Rockies, zoals de oostzijde van de Wyoming Range, behoort tot dit stroomgebied.

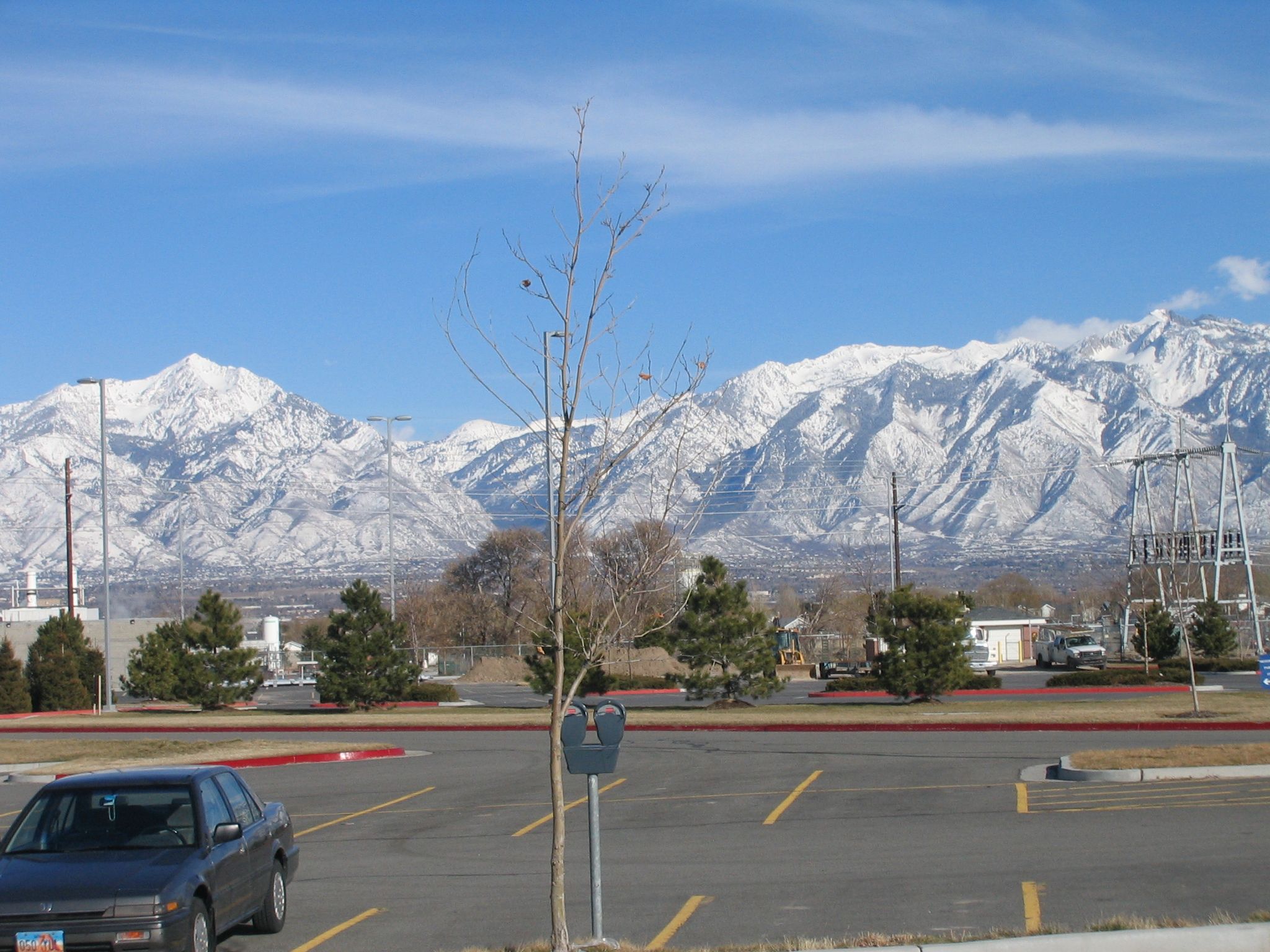
De Wasatch Range gezien vanuit Salt Lake City

De Westelijke Rocky Mountains kunnen onderverdeeld worden in vier deelgebieden. De Wasatch Range ligt ten oosten van Salt Lake City en het Grote Zoutmeer en loopt van het noorden naar het zuiden. In het noorden eindigt hij bij de noordelijke bocht van de Bear River bij Soda Springs; in het zuiden eindigt hij bij de San Pitch Mountains (ten zuiden van Provo). De Wasatch Range vormt de westelijke rand van de Rocky Mountains. Ten westen hiervan ligt de woestijn van het Grote Bekken.

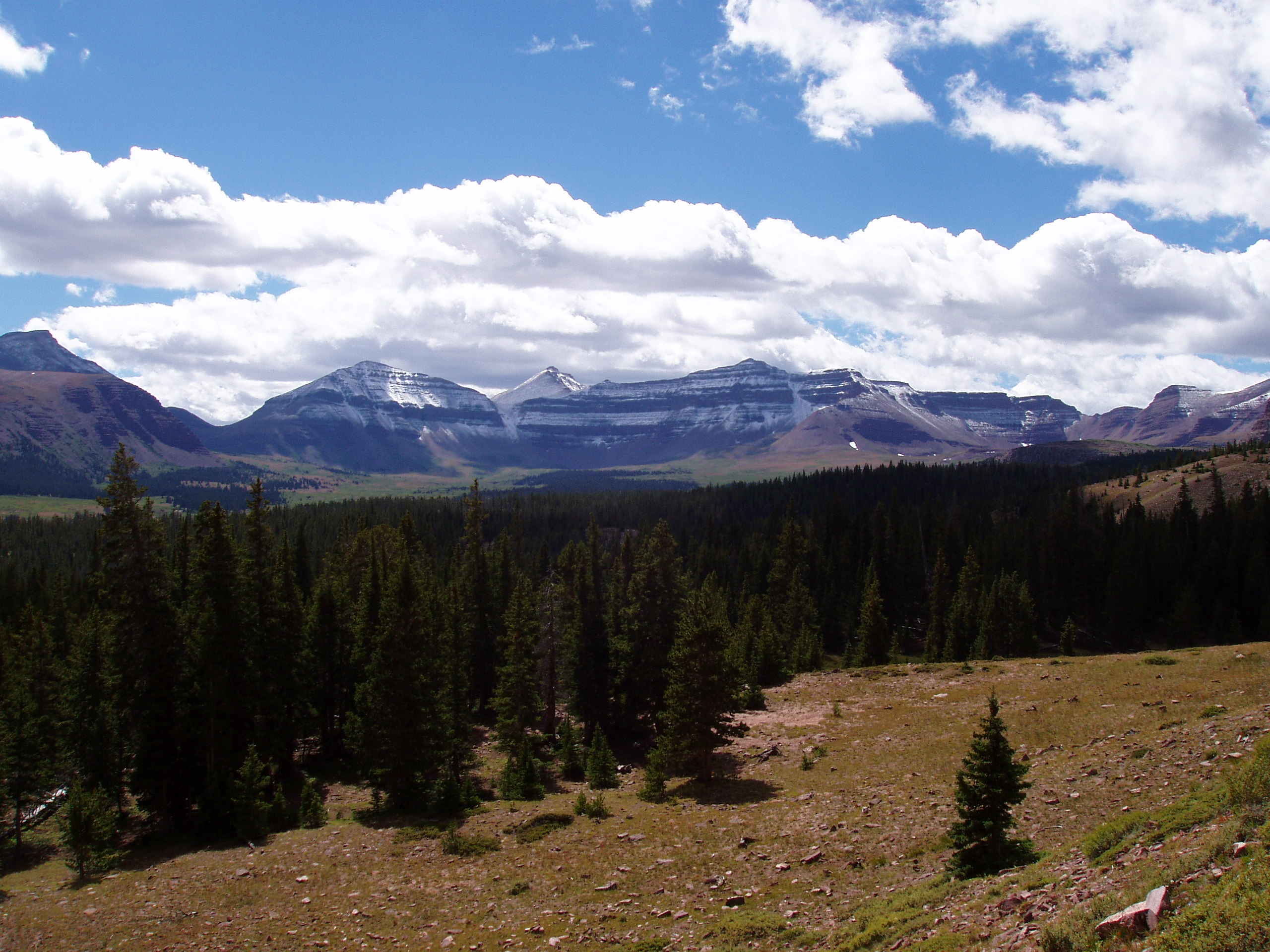
Zicht op de Uinta Range met Kings Peak

De Uinta Range is een van de weinige bergketens van de Rocky Mountains die oost-west georiënteerd is en is de hoogste oost-westgerichte bergketen van de Verenigde Staten. De Uinta Range ligt ten oosten van Park City. Kings Peak (4123 m) vormt de hoogste bergtop van de Uinta Range én van de gehele Westelijke Rockies. In het oosten wordt de Uinta Range begrensd door de diepe kloof van de Green River.

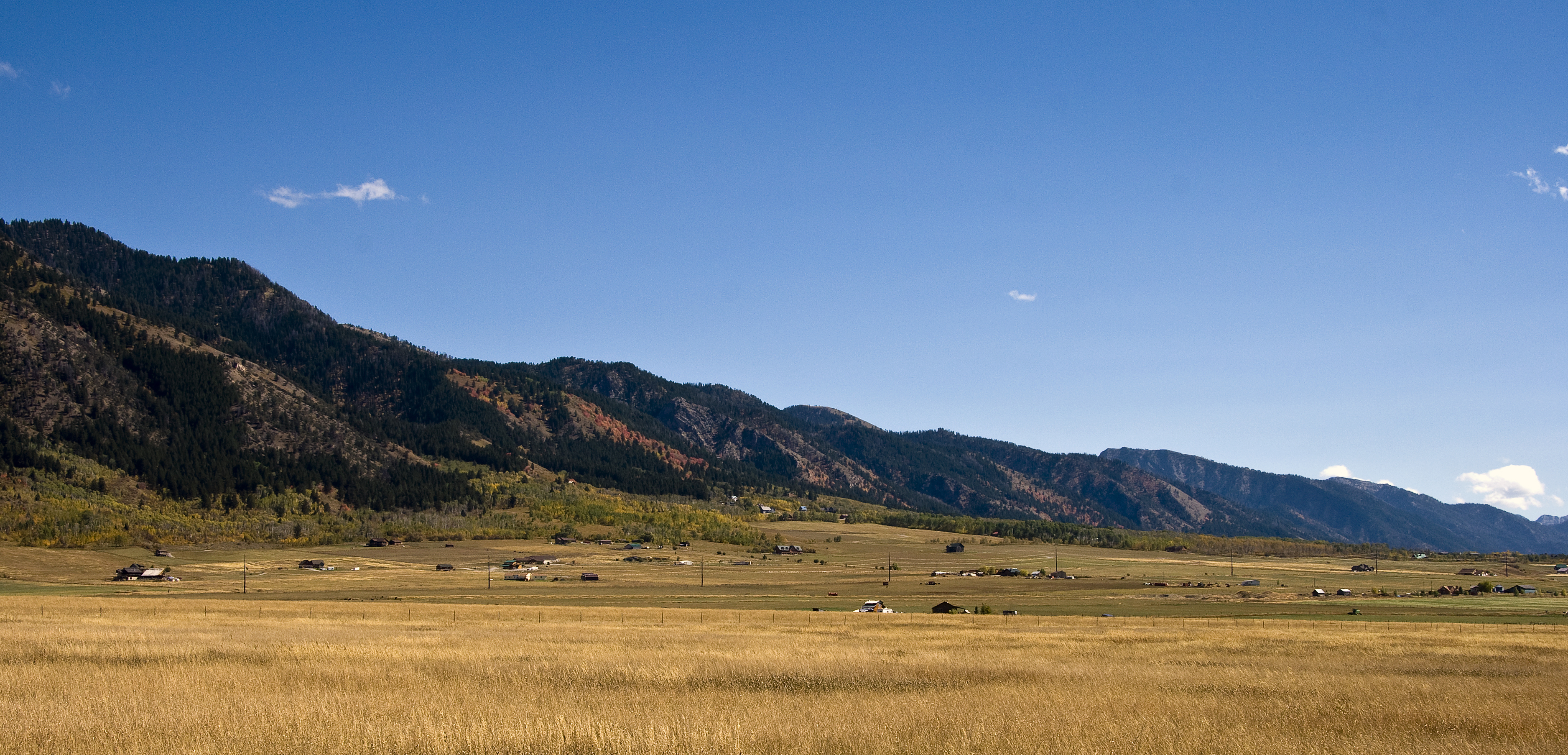
De Salt River Range gezien vanuit de vallei van de Salt River (Star Valley)

Naast deze prominente bergketens liggen er ten noorden van de Bear River nog enkele kleinere bergketens in het zuidoosten van Idaho met onder meer de Caribou Range. Het noordoosten van de Westelijke Rockies ten slotte wordt gevormd door een groep met onder meer de Salt River Range en de Wyoming Range. Deze laatste twee ketens liggen parallel naast mekaar in noord-zuidrichting en worden gescheiden door de vallei van de Greys. Ten westen van de Salt River Range ligt de vallei van de Salt River, hier gekend als de Star Valley. Het hoogste punt van de Wyoming Range is Wyoming Peak (3468 m).

#### Southern Rocky Mountains

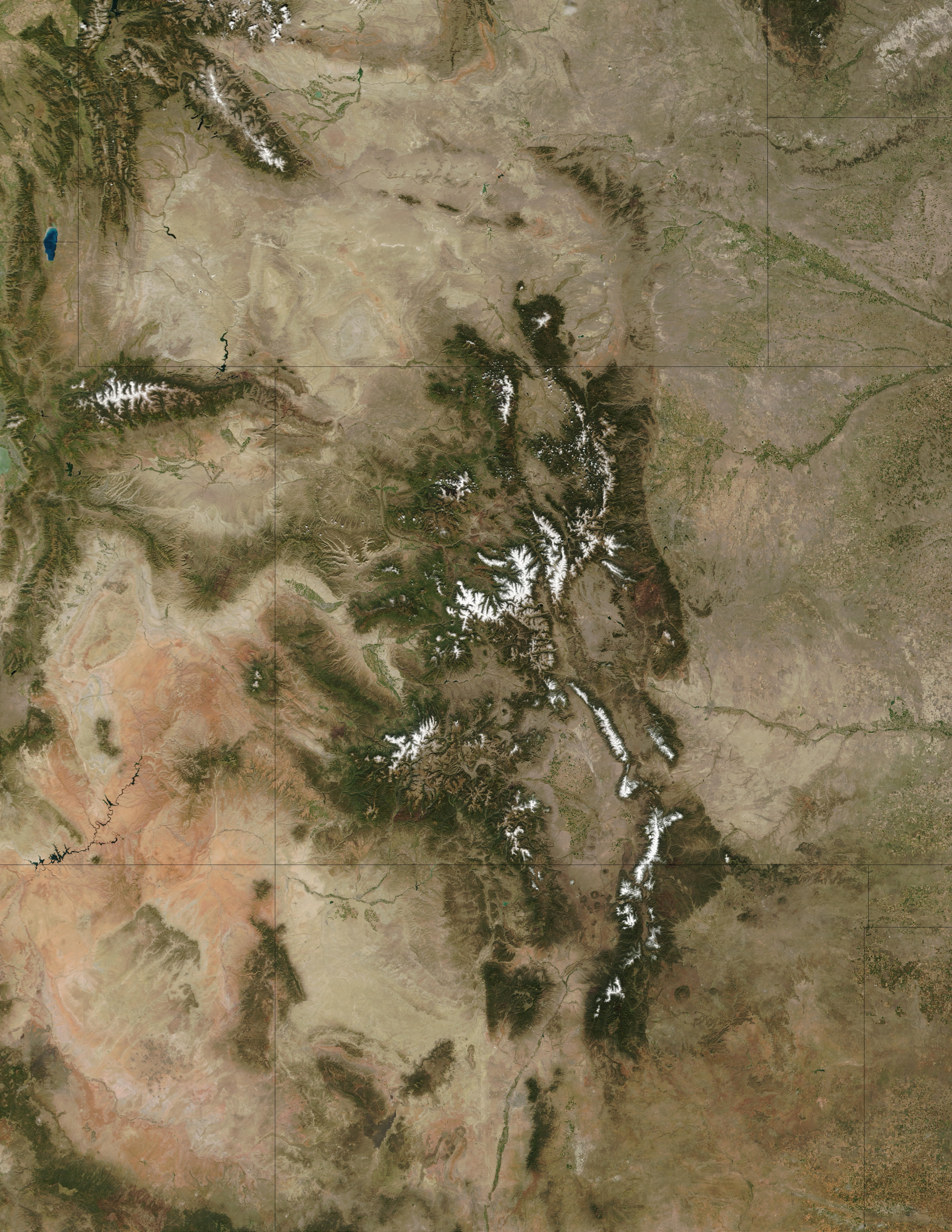
De Southern Rocky Mountains liggen afgescheiden van de rest van de Rocky Mountains

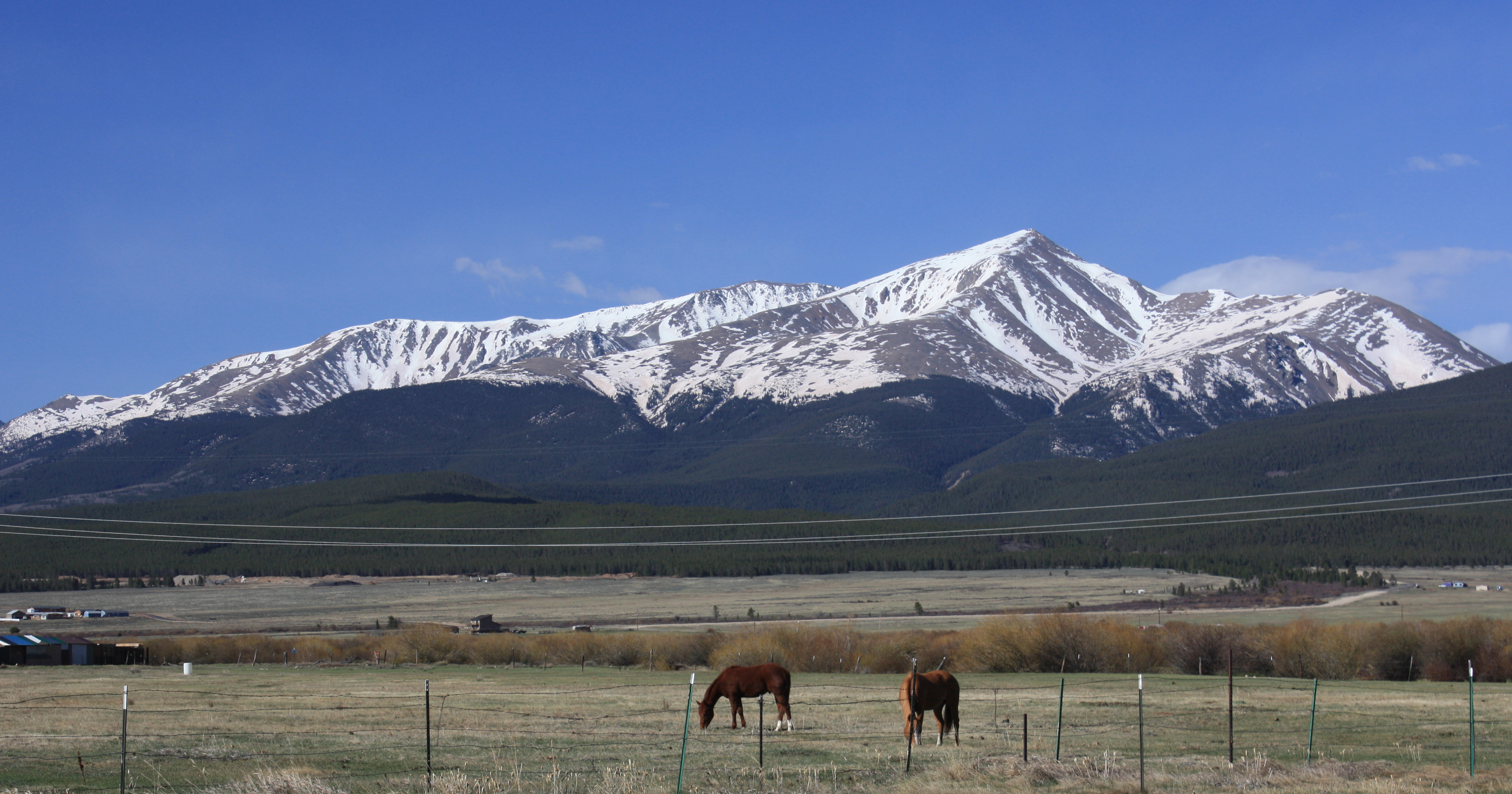
Mount Elbert in Colorado, de hoogste top van de Rocky Mountains.

De Southern Rocky Mountains liggen wat afgescheiden van de rest van de Rocky Mountains. Zo liggen er tussen de Southern en de Central Rocky Mountains weinig bergachtige hoogvlaktes zoals deze van South Pass (2259 m). Van dit gemakkelijk terrein werd gebruik gemaakt door de pioniers op de Oregon Trail en California Trail. Ook tussen de Western (ten noordwesten) en de Southern Rocky Mountains is er een zekere afstand.

### Hydrografie
De Continental Divide ligt in de Rocky Mountains en duidt de lijn aan waarop het water of naar de Atlantische of naar de Stille Oceaan stroomt. Triple Divide Peak (2440 m) in het Glacier National Park is zo genoemd omdat het water dat op deze berg valt niet alleen de Atlantische en Stille Oceaan instroomt, maar ook naar de Hudsonbaai. Verder naar het noorden, in Alberta, voeden de Athabasca en ander rivieren het stroomgebied van de Mackenzie, die uitkomt in de Beaufortzee, een binnenzee van de Noordelijke IJszee.

### Demografie
De bevolkingsdichtheid in de Rocky Mountains is niet erg hoog, met een gemiddelde van vier personen per vierkante kilometer en enkele steden met meer dan 50.000 mensen. Gedurende de periode 1950 tot 1990 groeide de bevolking echter snel. In deze periode steeg de populatie in de diverse staten van 35% in Montana tot ongeveer 150% in Utah en Colorado. De populaties van enkele bergsteden en gemeenten is meer dan verdubbeld in de laatste 40 jaar. Jackson (Wyoming) steeg zelfs met 260%, van 1244 tot 4472 inwoners.

## Geologie
De gesteenten die in de Rocky Mountains aan de oppervlakte liggen werden gevormd voordat de bergen omhoogkwamen door tektonische krachten. Het oudste gesteente is Precambrisch metamorf gesteente dat de kern van het Noord-Amerikaanse continent vormt. Er zijn ook Precambrische sedimenten als argilliet uit een periode van 1,7 miljard jaar geleden. Gedurende het Paleozoïcum lag westelijk Noord-Amerika onder een ondiepe zee, waardoor een kilometersdikke laag kalksteen en dolomiet werd afgezet.
In de zuidelijke Rocky Mountains, nabij het huidige Colorado, werden deze oude gesteenten tijdens het Pennsylvanien, ongeveer 300 miljoen jaar geleden, gedeformeerd tijdens gebergtevorming. Hierbij werden de voorlopers van de Rocky Mountains gevormd. Deze bestonden grotendeels uit Precambrisch metamorf gesteente dat omhoog werd geschoven over de kalksteen die was gevormd in de ondiepe zee. Deze bergen erodeerden gedurende het late Paleozoïcum en het begin van het Mesozoïcum, waardoor enorme afzettingen van sedimentair gesteente werden achtergelaten.
Terreinen botsten met de westelijke rand van Noord-Amerika tijdens het Mississippien (ongeveer 350 miljoen jaar geleden) en veroorzaakte daarmee de Antler-orognese. Ongeveer 270 miljoen jaar waren de effecten van de botsingen beperkt tot gebied vlak bij de rand van het Noord-Amerikaanse plaat, ver ten westen van de Rocky Mountains. Pas 80 miljoen jaar geleden bereikten de effecten ook de Rockies.
De huidige Rocky Mountains zijn ontstaan tijdens de Laramide orogenese tussen 80 en 55 miljoen jaar geleden.
De groei van de Rocky Mountains in de Verenigde Staten werd waarschijnlijk veroorzaakt door een ongewone subductie, waarbij de Farallonplaat onder een kleine hoek naar beneden dook onder de Noord-Amerikaanse Plaat. Deze kleine hoek verplaatste de focus van bergvorming veel verder landinwaarts dan de normale 300 tot 500 km. De kleine hoek van de subductie deed de wrijving en andere interacties met de overrijdende plaat sterk toenemen. Enorme overschuivingen stapelden laag op laag waardoor de Rocky Mountains een buitengewone brede en hoge vorm hebben gekregen.

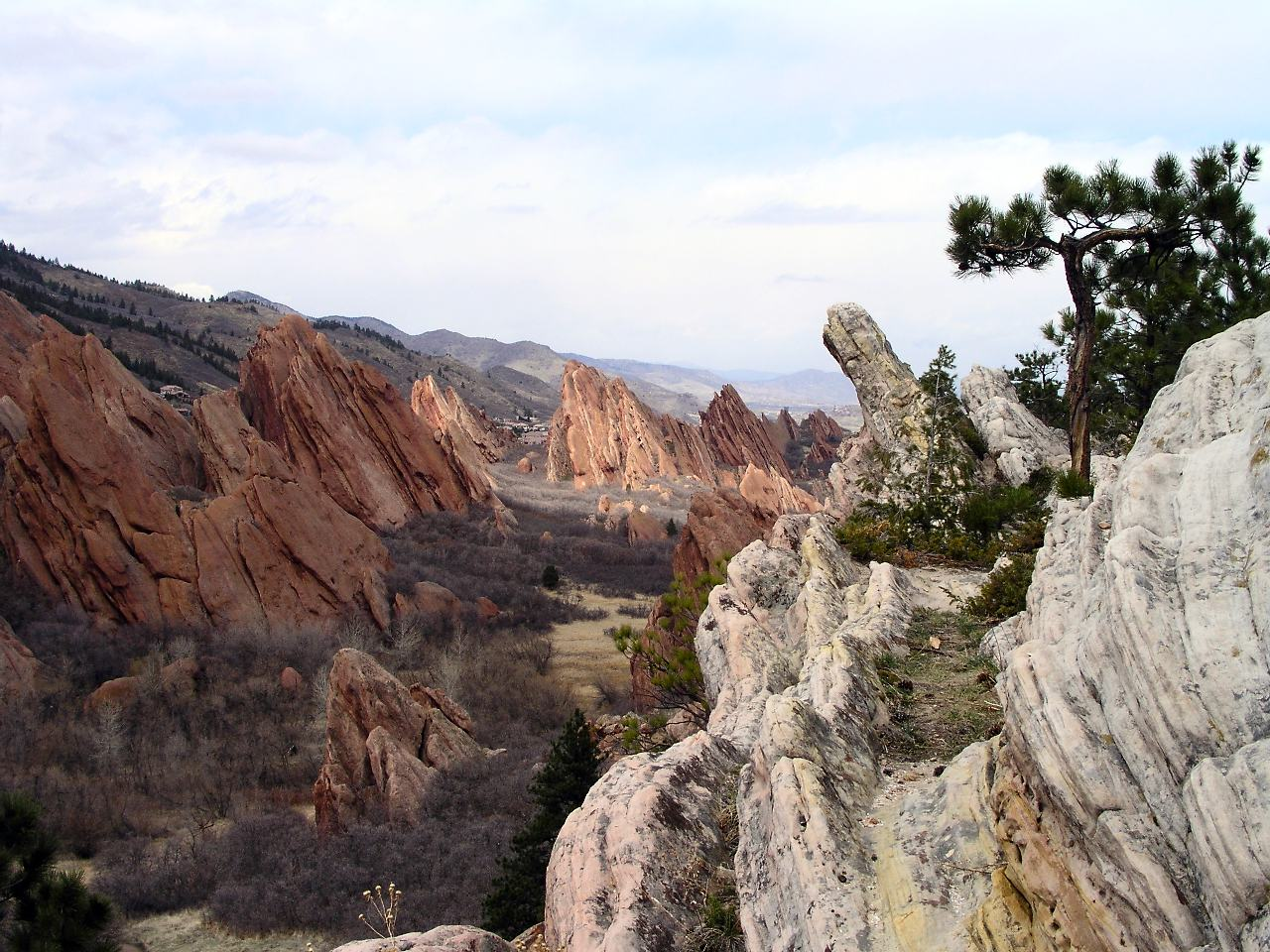
Gekantelde lagen sedimentair gesteente in Colorado

De huidige zuidelijke Rockies werden opwaarts gedwongen door de sedimenten van de voorlopers van de Rocky Mountains uit het Pennsylvanien en het Perm. Dergelijke sedimenten werden vaak gekanteld onder steile hoeken langs de flanken van de huidige bergketen en ze zijn nu zichtbaar op veel plaatsen in de Rockies. Ze zijn duidelijk zichtbaar langs de Dakota Hogback, een zandsteenformatie uit het vroege Krijt die langs de oostelijke flank van de huidige Rockies dagzoomt.
Onmiddellijk na de Laramide orogenese waren de Rockies te vergelijken met het huidige Tibetaans Plateau, een hoogvlakte rond de 3000 meter boven zeeniveau met toppen tot 6000 m. In de laatste 60 miljoen jaar heeft erosie het gebergte afgesleten en het huidige landschap van de Rocky Mountains gevormd.

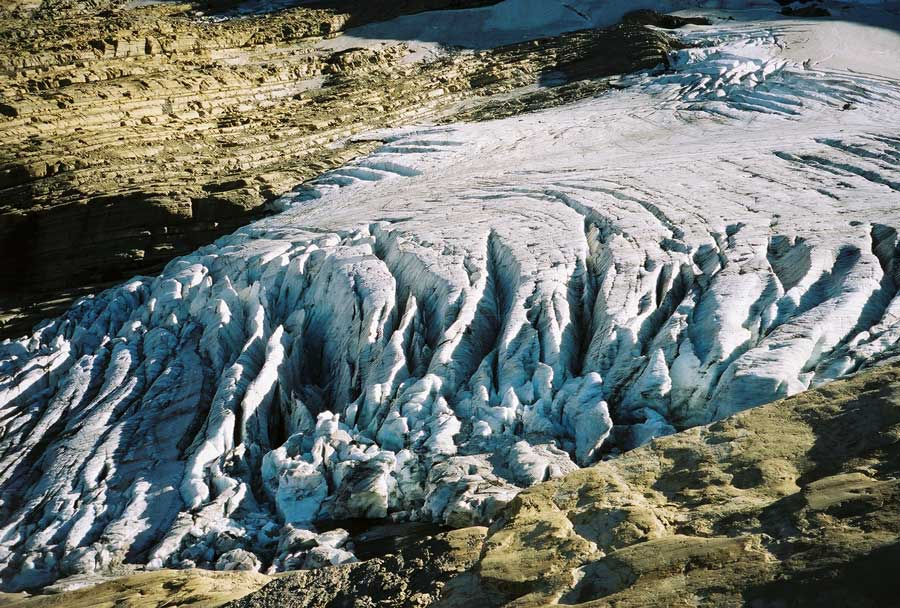
Gletsjers zoals de Jackson Glacier die hier wordt getoond, hebben drastisch bijgedragen aan het vormen van de Rocky Mountains.

Gedurende het Pleistoceen (1,8 miljoen - 70.000 jaar geleden) lag er tijdens ijstijden een ijskap over het gebergte. Overal in de Rockies zijn glaciale landvormen ontstaan, zoals U-vormige valleien en keteldalen. Recente ijstijden zijn de Bull Lake glaciaal die ongeveer 150.000 jaar geleden begon en de Pinedale glaciaal van waarschijnlijk 15.000 à 20.000 jaar geleden.
De erosie heeft een grote verscheidenheid aan gesteenten blootgesteld aan het oppervlak. Een voorbeeld is het vulkanisch gesteente uit het Paleogeen en Neogeen (65 tot 2,6 miljoen jaar geleden) in de San Juan Mountains en andere gebieden. Millennia van zware erosie in het Wyoming Basin vormde de tussen de bergen gelegen bekkens om tot een relatief vlak terrein. Het Tetongebergte en andere noordcentrale ketens bevatten geplooide gesteenten uit het Paleozoïcum en Mesozoïcum  boven kernen van Proterozoïsche en Archeïsche magma en metamorfe gesteenten die van 1,2 miljard (bijv. in het Tetongebergte) tot meer dan 3,3 miljard (bijv. de Beartooth Mountains) jaar oud zijn.

## Ecologie en klimaat
Er is een breed scala van milieufactoren van toepassing in de Rocky Mountains. De Rockies liggen tussen de Liard River in British Columbia (op 59 ° Noorderbreedte) en de Rio Grande in New Mexico (op 35 ° Noorderbreedte). Prairie komt voor op of beneden de 550 m, terwijl de hoogste piek, de Mount Elbert, op 4400 m ligt. De hoeveelheid neerslag varieert van 250 mm per jaar in de zuidelijke dalen tot lokaal 1500 mm per op de noordelijke pieken. De gemiddelde temperatuur in januari kan variëren van −7 °C in Prince George in Brits-Columbia tot 6 °C in Trinidad in Colorado. Er is daarom ook geen eenvormig ecosysteem voor de gehele Rocky Mountains.

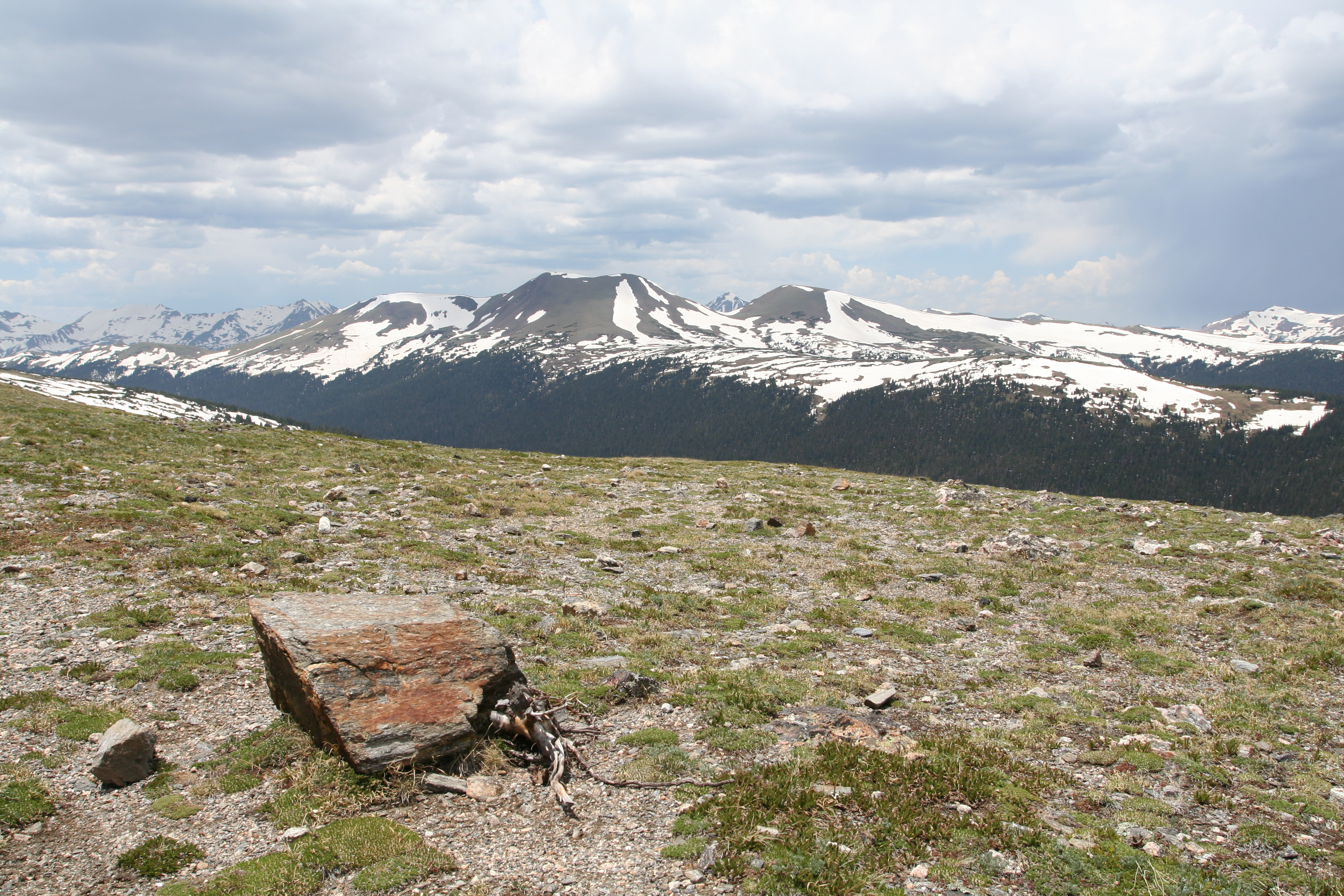
Toendra in de Rocky Mountains van Colorado

De Rocky Mountains kunnen verdeeld worden in een aantal biotische zones. Elke zone wordt gedefinieerd door het wel of niet kunnen voorkomen van bomen en de aanwezigheid van een of meer indicatorsoorten. Twee zones waar geen bomen kunnen voorkomen zijn de "Plains" en de alpiene toendra. De Great Plains ligt ten oosten van de Rocky Mountains en wordt gekenmerkt door prairiegrassen (beneden de 550 m). Alpiene toendra komt voor in gebieden boven de boomgrens, die voor de Rocky Mountains varieert van 3700 meter in New Mexico tot 760 meter in het noorden van de Rocky Mountains bij de Yukon.
De USGS definieert tien beboste zones in de Rocky Mountains. De zones in de meer zuidelijke, warmere of drogere gebieden worden gekenmerkt door de aanwezigheid van pinyondennen, jeneverbessen, Pinus ponderosa of gemengde bossen van eik en den. In de meer noordelijke, koudere, of natter gebieden zijn zones die door Pseudotsuga-soorten (zoals de Douglasspar), Cascade Rangesoorten (zoals de westelijke hemlockspar), draaiden, Amerikaanse ratelpopulier of gemengde bossen van zilversparren met sparren. Bij de boomgrens kunnen zones voorkomen die bestaan uit witte den of gemengde bossen van witte den en sparren die struikachtig krummholz gevormd zijn. Daarnaast kunnen rivieren en canyons een unieke boszone vormen in de meer droge delen van de bergketen.

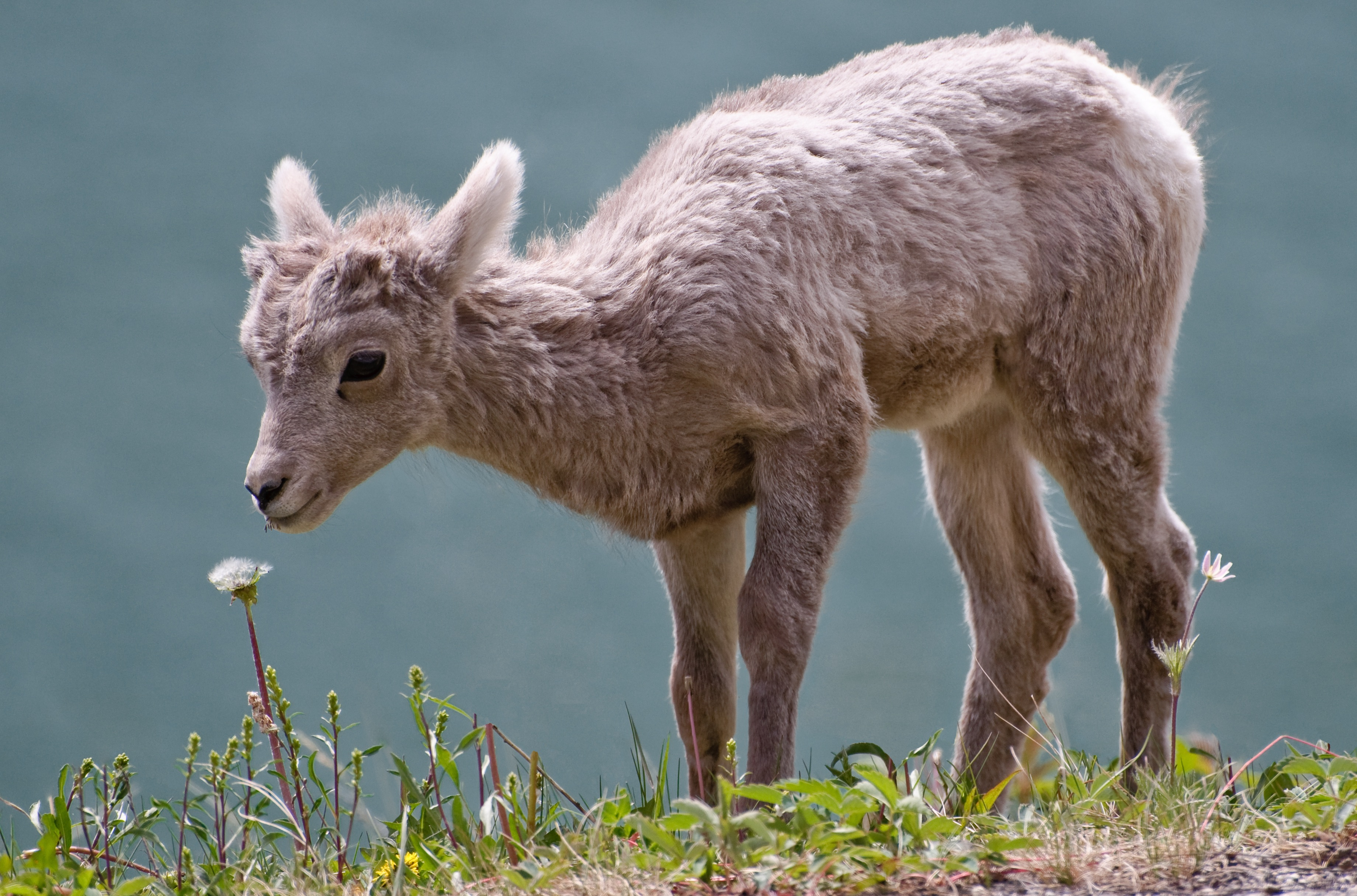
Dikhoornschapen (zoals dit lam in Alberta) zijn sterk in aantal afgenomen sinds de vestiging van de Europese Amerikanen in de Rocky Mountains.

De Rocky Mountains zijn een belangrijke leefgebied voor een groot aantal wilde dieren, zoals de wapiti, eland, muildierhert, witstaarthert, gaffelbok, sneeuwgeit, dikhoornschaap, Amerikaanse zwarte beer, grizzlybeer, coyote, lynxen en veelvraat. De grootste kuddes elanden in Noord-Amerika komen voor in de bossen op de lagere hellingen van Alberta-British Columbia.
Door het ontbreken van informatie is de status van de meeste soorten onzeker in de Rocky Mountains. Europees-Amerikaanse bewoning van de bergen heeft een negatief effect op de inheemse soorten. Voorbeelden van enkele soorten die in aantal zijn afgenomen zijn onder meer Californische pad, Oncorhynchus clarki stomias (een forellenondersoort), witte steur, witstaartsneeuwhoen, trompetzwaan en dikhoornschaap. In het deel van de bergketen in de Verenigde Staten waren toppredatoren, zoals de grizzlyberen en de grijze wolven uitgeroeid in hun oorspronkelijke leefgebied. Door herintroductie en beschermende maatregelen is dit weer deels hersteld. Andere soorten die zich weer hebben hersteld zijn de Amerikaanse zeearend en de slechtvalk.

## De menselijke geschiedenis

### Inheemse volkeren
Aan het einde van de laatste grote ijstijd waren de Rocky Mountains het thuis van de paleo-indianen. Deze jaagden op de nu uitgestorven mammoet en voorouders van de bizon (een dier 20% groter dan de huidige bizon) in de uitlopers en de valleien van de bergen. Net als de moderne stammen die hen volgden, migreerden de paleo-indianen in de herfst en de winter naar de vlakten voor de bizons en in de lente en zomer naar de bergen voor de vissen, herten, elanden, wortels en bessen. In Colorado, langs de kam van de Continental Divide, zijn 5400 tot 5800 jaar oude steenmuren gevonden die door de indianen gebouwd zijn om wild bijeen te drijven. Een groeiende hoeveelheid wetenschappelijke bewijzen toont aan dat de inheemse bevolking significante effecten heeft gehad op de zoogdierpopulaties door de jacht en op de vegetatiepatronen door het opzettelijk in brand steken.

### Europese exploratie
De recente geschiedenis van de mens in de Rocky Mountains is een van snelle veranderingen. De Spaanse ontdekkingsreiziger Francisco Vásquez de Coronado - met een groep soldaten, missionarissen, en Afrikaanse slaven - marcheerde de regio binnen vanuit het zuiden in 1540. De introductie van het paard, metalen gereedschappen, geweren, nieuwe ziekten en verschillende culturen beïnvloedde de inheemse Amerikaanse culturen grondig. De indianen werden uitgeroeid in het grootste deel van hun historische leefgebieden door ziekte, oorlog, verlies van habitat (door de uitroeiing van de bizon) en de aanhoudende aanvallen op hun cultuur.
In 1739 ontdekten de Franse bonthandelaren Pierre en Paul Mallet terwijl ze reisden door de Great Plains, een bergketen aan de bovenloop van de rivier de Platte, die door de lokale Indiaanse stammen de "Rockies" werden genoemd. Ze waren de eerste Europeanen die rapporteerden over deze nog niet in kaart gebrachte bergketen.

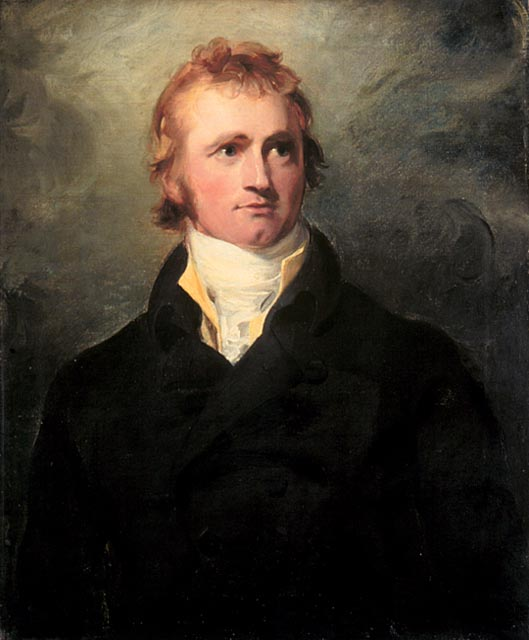
Sir Alexander MacKenzie in 1800

In 1793 was Alexander Mackenzie (1764 - 12 maart 1820) de eerste Europeaan die de Rocky Mountains over wist te steken. Hij vond de bovenloop van de rivier de Fraser en bereikte de Pacifische kust van wat nu Canada is op 20 juli van dat jaar, de voltooiing van de eerste geregistreerde transcontinentale overtocht van Noord-Amerika ten noorden van Mexico. Hij kwam aan bij Bella Coola in British Columbia, waar hij voor het eerst het zeewater bereikte in South Bentinck Arm, een inham van de Stille Oceaan.
De expeditie van Lewis en Clark (1804-1806) was de eerste wetenschappelijke verkenning van de Rocky Mountains. Monsters werden verzameld voor botanici, zoölogen en geologen. Er werd gezegd dat de expeditie de weg heeft vrijgemaakt naar en door de Rocky Mountains voor de Europese-Amerikanen vanuit het oosten, hoewel Lewis en Clark op hun reis op zijn minst 11 Europees-Amerikaanse Mountain men hebben ontmoet.
Mountain men, voornamelijk Fransen, Spanjaarden en Britten, zwierven door de Rocky Mountains van 1720 tot 1800 op zoek naar mineralen en bont. De bonthandel (North West Company) richtte in 1799 Rocky Mountain House op als een handelspost in wat nu de Rocky Mountain Foothills zijn in het huidige Alberta. Hun bedrijf concurreert met de door Hudson's Bay Company opgerichte Acton House in de buurt. Deze handelsposten dienen als basis voor de meeste Europese activiteit in de Canadese Rockies in het begin van de 19e eeuw. Een van de meest opvallende activiteiten zijn de expedities van David Thompson, die de rivier de Columbia volgt naar de Stille Oceaan. Gedurende zijn expeditie in 1811 kampeerde hij bij de splitsing van de rivieren Columbia en Snake en richtte daar een paal op om het gebied te claimen voor het Verenigd Koninkrijk, met de vermelding dat het de intentie is van de North West Company om aldaar een fort te bouwen.
Door de Anglo-Amerikaanse Conventie van 1818, die de 49e breedtegraad vastlegde als de noordelijke internationale grens ten westen van Lake of the Woods tot aan de Stony Mountains; kwamen het Verenigd Koninkrijk en de Verenigde Staten een gezamenlijke bezetting en kolonisering overeen van het gebied Oregon Country. Overige geschillen werden tot een later tijdstip uitgesteld.
In 1819 staat Spanje zijn rechten op de gebieden ten noorden van de 42e parallel af aan de Verenigde Staten. Hierbij werd geen rekening gehouden met het bezit en ook de verplichtingen aan Groot-Brittannië en Rusland met betrekking tot hun vorderingen in dezelfde regio.

### Kolonisatie
Na 1802 luidden Amerikaanse bonthandelaren en ontdekkingsreizigers de eerste wijdverspreide Kaukasische aanwezigheid in in de Rockies ten zuiden van de 49ste breedtegraad. De meer bekende hiervan zijn de Amerikanen William Henry Ashley, Jim Bridger, Kit Carson, John Colter, Thomas Fitzpatrick, Andrew Henry en Jedediah Smith. Op 24 juli 1832 leidde Benjamin Bonneville de eerste stoet wagens over de Rocky Mountains via de South Pass in de huidige staat Wyoming. Op eenzelfde manier werden in het kielzog van Mackenzie's expeditie in 1794 bonthandelsposten gevestigd ten westen van de Northern Rockies in een regio van het noordelijke Interior Plateau van British Columbia, die bekend kwam te staan als Nieuw-Caledonië, in eerste instantie met Fort McLeod (tegenwoordig een deel van McLeod Lake) en Fort Fraser, maar uiteindelijk gericht op Stuart Lake Post (tegenwoordig Fort St. James).
De onderhandelingen tussen het Verenigd Koninkrijk en de Verenigde Staten in de daaropvolgende decennia leidden niet tot een compromis. Het grensconflict van Oregon werd belangrijk in de geopolitieke diplomatie tussen het Britse Rijk en de nieuwe Amerikaanse Republiek. In 1841 leidde James Sinclair ongeveer 200 kolonisten uit de Red River Colony naar het westen om de nederzetting rond Fort Vancouver te versterken in een poging om het Columbia District te behouden voor Groot-Brittannië. De groep stak de Rockies over via de Columbia Valley, een gebied van de Rocky Mountain Trench nabij het huidige Radium Hot Springs en trok vandaar naar het zuiden. Ondanks deze inspanningen stond Groot-Brittannië in 1846 alle aanspraak op het Columbia District ten zuiden van de 49ste parallel af aan de Verenigde Staten, als oplossing voor het grensconflict van Oregon via het verdrag van Oregon.

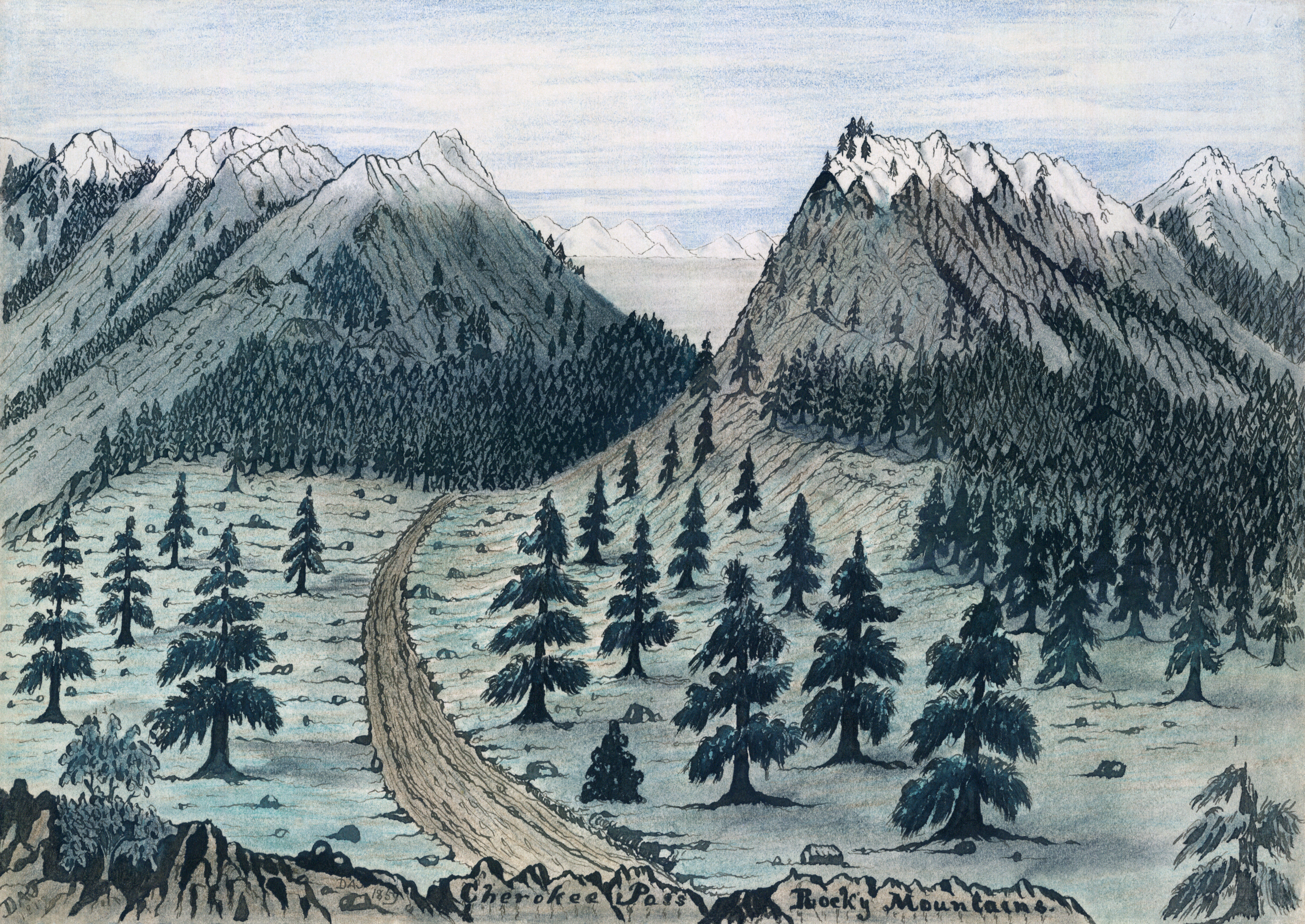
Cherokee Trail in de buurt van Fort Collins (Colorado), van een schets gemaakt op 7 juni 1859.

Vanaf de jaren 1840 trokken duizenden pioniers via de Oregon Trail door de Rocky Mountains. In 1847 begonnen de Mormonen zich te vestigen in de buurt van Great Salt Lake. Van 1859 tot 1864 werd goud ontdekt in Colorado, Idaho, Montana en British Columbia, die diverse malen leidde tot goudkoorts en daarmee duizenden goudzoekers en mijnwerkers bracht om elke berg en canyon te verkennen en daarmee de "eerste grote industrie" van de Rocky Mountains te creëren. Alleen de Idaho-goudkoorts produceerde al meer goud dan die van Californië en Alaska samen en werd daarmee een belangrijke bron voor de financiering van het Unieleger tijdens de Amerikaanse Burgeroorlog. De transcontinentale spoorweg werd voltooid in 1869 en Yellowstone National Park werd opgericht als 's werelds eerste nationale park in 1872. Ondertussen werd in Canada een transcontinentale spoorweg beloofd in 1871. Door politieke verwikkelingen werd deze spoorweg pas jaren later voltooid. De Canadian Pacific Railway uiteindelijk volgde de Kicking Horse- en Rogerspassen aan de Stille Oceaan. De ambtenaren van de Canadese spoorwegen wisten ook het Parlement van Canada te overtuigen om grote delen van de Canadese Rockies, zoals Jasper, Banff, Yoho en Waterton Lakes National Parks paraat te houden en legden daarmee de basis voor de toerisme-industrie die gedijt tot vandaag de dag. Glacier National Park werd opgericht met een soortgelijke intentie voor de promotie van het toerisme door de Great Northern Railway. Terwijl de pioniers de valleien en mijnbouwsteden bevolkten, begon de beschermingsethiek aan te slaan. De Amerikaanse president Harrison vestigde een aantal bosreservaten in de Rocky Mountains in de periode 1891-1892. In 1905 breidde de Amerikaanse president Theodore Roosevelt het Medicine Bow Forest Reserve uit met het gebied dat nu wordt beheerd als het Rocky Mountain National Park. De economische ontwikkelingen begonnen zich te centreren op de mijnbouw, bosbouw, landbouw en recreatie, alsmede op de dienstensector die hen steunt. Tenten en kampen werden ranches en boerderijen, forten en treinstations werden steden, en sommige dorpen werden steden.

## Economie

### Industrie en ontwikkeling

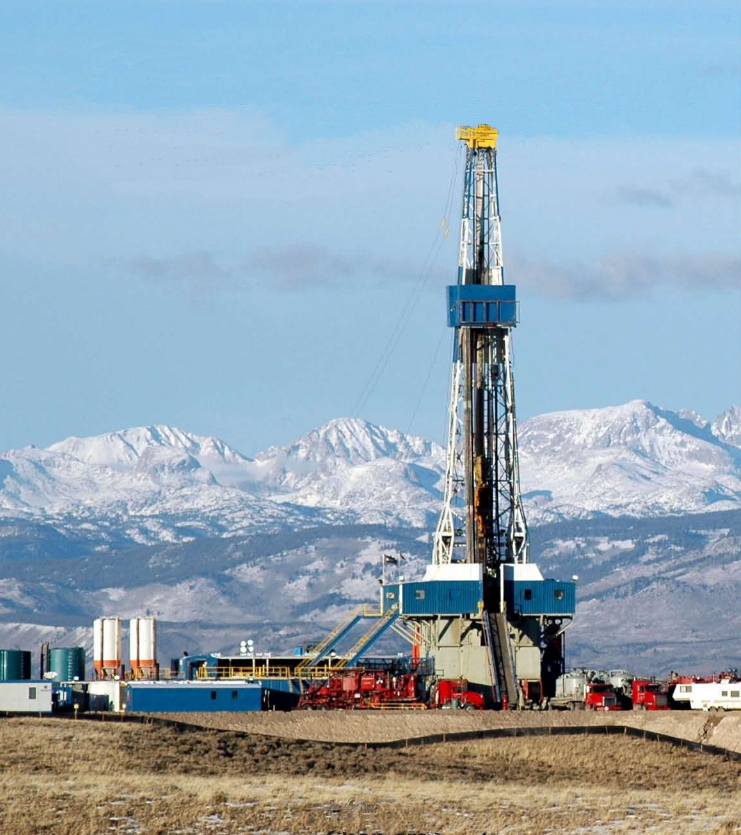
Een boorplatform boort naar aardgas net ten westen van de Wind River Range in de Wyoming Rockies

De economische bronnen van de Rocky Mountains zijn gevarieerd en overvloedig. De mineralen die er in aanzienlijke hoeveelheden te vinden zijn, zijn koper, goud, lood, molybdeen, zilver, wolfraam en zink. Het Wyoming-bekken en een aantal kleinere gebieden bevatten aanzienlijke reserves aan steenkool, aardgas, olieschalie en aardolie. De Climaxmijn in de buurt van Leadville, Colorado, was bijvoorbeeld de grootste producent in de wereld van molybdeen. De mijn gaf werk aan meer dan 3000 werknemers. De Coeur d'Alene mijn in het noorden van Idaho produceert zilver, lood en zink. Canada's grootste kolenmijnen zijn in de buurt Fernie en Sparwood (beiden in British Columbia). Daarnaast zijn er nog koolmijnen in de buurt van Hinton, en in de Northern Rockies rond Tumbler Ridge (British Columbia).
Verlaten mijnen met hun mijn- en giftig afval liggen overal door het landschap van de Rocky Mountains. Een voorbeeld hiervan is de zinkmijnbouw van de Eagle Mine in de buurt van de rivier de Eagle in het centrale noorden van Colorado die tachtig jaar heeft geduurd en die zowel de rivier als de oevers zwaar heeft vervuild. Hoge concentraties van het metaal worden in het voorjaar afgevoerd en schaden algen, mossen en forelpopulaties. Een economische analyse van de mijnbouweffecten op deze locatie geeft aan dat de waarde van onroerend goed is gedaald, de waterkwaliteit is gedegradeerd en recreatieve mogelijkheden zijn verminderd. Uit de analyse bleek ook dat sanering van de rivier ongeveer 2,3 miljoen dollar aan extra inkomsten uit recreatie zou opleveren. In 1983 werd de voormalige eigenaar van de zinkmijn aangeklaagd door de procureur-generaal van Colorado voor de 4,8 miljoen dollar aan schoonmaakkosten. In 1998 was het ecologisch herstel aanzienlijk.
De Rocky Mountains bevatten diverse sedimentaire bekkens die rijk zijn aan zogenaamd coalbed methaan. Dit is aardgas dat vrijkomt uit steenkool, hetzij door bacteriële activiteit of door blootstelling aan hoge temperaturen. Coalbed methaan levert 7 procent van het aardgas in de Verenigde Staten. De grootste coalbed methaan-bronnen in de Rocky Mountains liggen in het San Juan-bekken in New Mexico en Colorado en het Powder River Basin in Wyoming. Deze twee bekkens worden geschat op een capaciteit van 38 biljoen kubieke voet. Coalbed methaan kan worden gewonnen door de steenkoollagen te ontwateren en het gas te scheiden van het water, of door water te injecteren waardoor de kolen breken om zo het gas vrij te maken (het zogenaamde hydraulische breken).
De land- en bosbouw zijn belangrijke industrieën. De landbouw betreft de steppen, geïrrigeerde landbouw en veeteelt. Vee wordt vaak verplaatst tussen hoog gelegen weiden in de zomer en laag gelegen weiden in de winter, een praktijk die bekendstaat als de transhumance.

### Toerisme

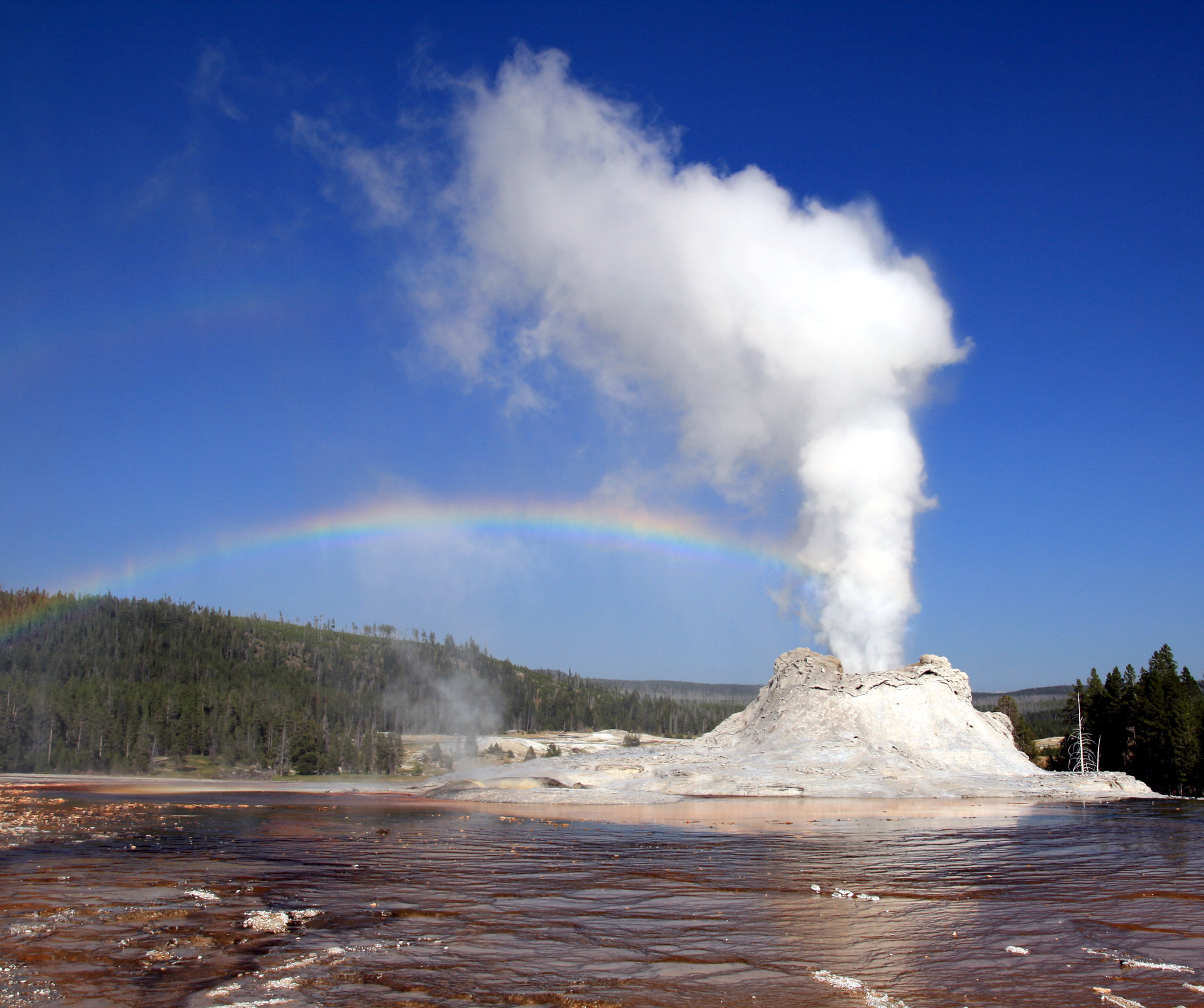
Castle Geyser in het Yellowstone National Park

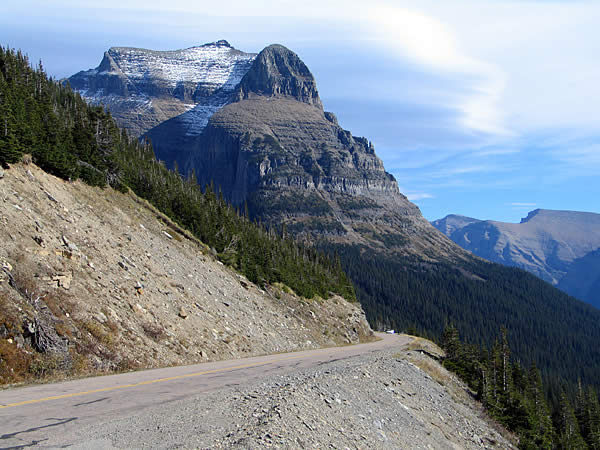
Going-to-the-Sun Mountain in het Glacier National Park

Ieder jaar trekken de natuurgebieden en recreatieve mogelijkheden van de Rocky Mountains miljoenen toeristen aan. De belangrijkste taal van de Rocky Mountains is het Engels. Maar er zijn ook gebieden waar Spaans en Indiaanse talen de hoofdtaal is. Frans is een andere officiële taal in de nationale parken van Canada.
Mensen van over de hele wereld bezoeken de Rockies om er te wandelen, kamperen of zich bezig te houden met bergsport. Voorbeelden van toeristische attracties in het zomerseizoen zijn:
In de Verenigde Staten:
- Pikes Peak
- Mount Evans
- Royal Gorge van de Arkansas
- Rocky Mountain National Park
- Yellowstone National Park
- Grand Teton National Park
- Glacier National Park
- Sawtooth National Recreation Area

In Canada:
- Nationaal park Banff
- Nationaal park Jasper
- Nationaal park Kootenay
- Nationaal park Waterton Lakes
- Nationaal park Yoho

In de winter is skiën de belangrijkste attractie.
Het Glacier National Park in Montana en het Waterton Lakes National Park in Alberta grenzen aan elkaar en staan gezamenlijk bekend als het Waterton-Glacier International Peace Park.
Daarnaast zijn er tal van provinciale parken in British Columbia, de grootste en meest opvallende zijn Mount Assiniboine Provincial Park, Mount Robson Provincial Park, Northern Rocky Mountains Provincial Park, Kwadacha Wilderness Provincial Park, Stone Mountain Provincial Park en Muncho Lake Provincial Park.